# Donald Keane
Donald Keane, född 12 november 1930, död 10 november 2016, var en australisk friidrottare. Han deltog vid olympiska sommarspelen 1952 och olympiska sommarspelen 1956.